# Leichtathletik-Weltmeisterschaften 2019/Teilnehmer (Algerien)
| Gelbes Symbol für Goldmedaillen mit stilisierten Olympischen Ringen | Graues Symbol für Silbermedaillen mit stilisierten Olympischen Ringen | Braundes Symbol für Bronzemedaillen mit stilisierten Olympischen Ringen |
| ------------------------------------------------------------------- | --------------------------------------------------------------------- | ----------------------------------------------------------------------- |
| —                                                                   | 1                                                                     | —                                                                       |

Der Leichtathletikverband von Algerien nahm an den Leichtathletik-Weltmeisterschaften 2019 in Doha teil. Sechs Athleten wurden vom algerischen Verband nominiert.

## Ergebnisse

### Männer

#### Laufdisziplinen
| Athlet              | Disziplin        | Vorlauf     | Vorlauf | Halbfinale  | Halbfinale | Finale         | Finale |
| Athlet              | Disziplin        | Zeit        | Platz   | Zeit        | Platz      | Zeit           | Platz  |
| ------------------- | ---------------- | ----------- | ------- | ----------- | ---------- | -------------- | ------ |
| Mohamed Belbachir   | 800 m            | 1:46,52 min | 25      | DNQ         | DNQ        | –              | –      |
| Yassine Hethat      | 800 m            | 1:45,67 min | 07      | 1:46,15 min | 17         | DNQ            | DNQ    |
| Taoufik Makhloufi   | 1500 m           | 3:36,18 min | 02      | 3:36,69 min | 06         | 3:31,38 min SB | Silber |
| Abdelmalik Lahoulou | 400 m Hürden     | 49,54 s     | 08      | 48,39 s NR  | 04         | 49,46 s        | 8      |
| Bilal Tabti         | 3000 m Hindernis | 8:35,15 min | 34      |             |            | DNQ            | DNQ    |

#### Sprung/Wurf
| Athlet               | Disziplin  | Qualifikation | Qualifikation | Finale     | Finale |
| Athlet               | Disziplin  | Weite/Höhe    | Platz         | Weite/Höhe | Platz  |
| -------------------- | ---------- | ------------- | ------------- | ---------- | ------ |
| Yasser Mohamed Triki | Dreisprung | 16,62 m       | 20            | DNQ        | DNQ    |